# نمس بوند (فلم)

## قصة الفيلم
الفيلم يدور في إطار كوميدي حيث يجسّد هاني رمزي دور ضابط الشرطة «شريف النمس» الذي يتّخذ الجاسوس البريطانى الشهير «جيمس بوند» مثله الأعلى في حياته العملية، لدرجة أنه يحاول تقليده في الكثير من تصرفاته الحذقة وحركاته المبالغ فيها، ولكن ذلك ما يوقعه دائماً في مواقف محرجة ومشاكل مع رؤسائه في العمل.
وعندما يبدأ النمس في التحقيق بقضية مقتل زوج السيدة الفاتنة «نور» في ظروف غامضة، والتي تجسّدها دوللي شاهين يقع أسيراً في حبها، وبالرغم من أنه قليل الخبرة تجاه ذلك النوع من القضايا إلا أنه نجح في حل لغز القضية.

## الممثلون
- هاني رمزي: الرائد شريف النمس
- دوللي شاهين: المطربة نور

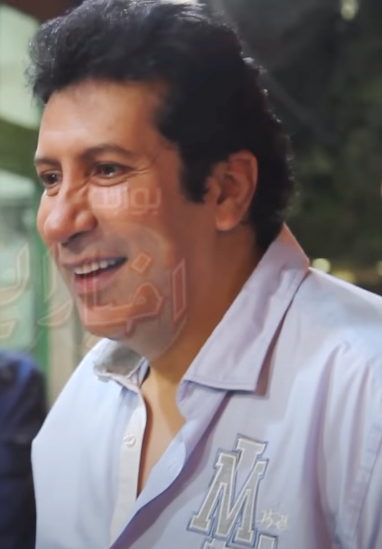
هاني رمزي (2016)

- أحمد راتب: اللواء عادل رئيس المباحث
- لطفي لبيب: العميد حامد البدري مساعد رئيس المباحث
- ضياء الميرغني: القاتل أبو رحاب
- خالد محمود: الضابط حسام عاشور
- المذيع محمد السماحي: مقدم الحفلة
- إسماعيل فرغلي: رأفت رشدي رجل الأعمال وزوج المطربة نور والقتيل
- ياسر فرج: الملحن سعد عبد الرحيم
- رؤوف مصطفي: الدكتور سمير فانوس ولعان
- نادية العراقية: زوجة سمير فانوس ولعان
- تامر القاضي: ابن سمير فانوس ولعان
- محمود بشير: متهم
- أحمد الحلواني: حرامي
- معتز التوني: الجنايني
- عبد المنعم معلوف: رجل البار
- سميحة إبراهيم: زوجة العميد حامد
- نهلة زكي: عزة زوجة اللواء عادل
- إيمان حسن: شغالة عادل
- نسمة خليل: فتاة العمارة
- مجدي منير: دكتور المباحث
- عبد الحكيم درويش: بواب عمارة شقة الدعارة
- محمد شيرين: وزير الداخلية
- نبيل سلامة: ضابط الموكب
- سعيد رياض: ساعي الشرطة

## روابط خارجية
- مقالات تستعمل روابط فنية بلا صلة مع ويكي بيانات